# Gérard II de Lippe
Gérard II de Lippe (vers 1190 - 28 août 1258) est un archevêque de Brême et de Hambourg. Il est un des fils de Bernard II de la Maison de Lippe qui régna sur la seigneurie de Lippe en Westphalie. Il fut prince-archevêque de Brême et Hambourg de 1219 à sa mort le 28 août 1258. Il n'est donc pas mort à la bataille de Ane du 28 juillet 1227 contrairement à ce qu'indique certaines sources.

## Biographie
Gérard était initialement prévôt de Paderborn. En 1219, il succéda à Gérard Ier d'Oldenburg-Wildeshausen comme archevêque de Brême. Au cours des premières années de son mandat, comme plusieurs de ses prédécesseurs, il a occupé deux charges épiscopales, l'épiscopat de Hambourg et l'archiépiscopat de Brême. Le Pape Honorius III a finalement confirmé Brême en 1224 comme siège du double archidiocèse de Brême-Hambourg. Cependant, il y avait encore deux Stifts distincts. Le chapitre de la cathédrale de Hambourg a continué, mais il eut alors moins de droits que celui de Brême. La position du chapitre de Hambourg a été affaiblie par le fait que Hambourg était effectivement sous la souveraineté du Danemark de 1201 jusqu'à la défaite de Valdemar II à Bornhöved en 1227. Gérard a participé activement à cette situation.
Il dut se battre régulièrement contre les citoyens de Brême qui voulaient gagner plus d'autonomie pour leur cité, avec des succès et des défaites pour chaque parti.
Durant son règne, le premier pont au-dessus de la Weser à Brême fut construit, entreprise menée par les comtes de Neubruchhausen. Et il a fait une grande relance de la cathédrale de Brême, pour laquelle il a commencé à construire les deux immenses tours occidentales et il a remplacé les plafonds plats des nefs par des voûtes. Ces travaux ont été commencés dans un style roman pur et terminés dans un style gothique.
En 1227, il a participé à la bataille de Bornhöved contre le Danemark et a mené les négociations de paix entre le Danemark et la maison de Schauenburg à Holstein et Schwerin.
En 1220, l'archevêque fit construire le Witteborg (de) près de Farge sur la Weser et demanda des taxes aux navires pour le passage. Mais la population de Brême a protesté contre ce règlement, de sorte que la fortification a été à nouveau démolie peu après.
Gérard organisa une croisade contre les fermiers de Stedingen avec le soutien de la maison comtale des Oldenbourg. En 1234, il subjugua Stedingen dans la bataille victorieuse d'Altenesch (de). Gerhard a renoncé à ses revendications de souveraineté sur Oldenbourg, a gagné et a sécurisé Stade et Dithmarse contre le Danemark.
Par les décisions de Gérard de 1246, celui-ci a révoqué les droits accordés ou octroyés précédemment aux citoyens de Brême. À l'avenir, il ne voulait reconnaître arbitrairement que les droits qu'il avait accordés. Les citoyens ne pouvaient s'adresser qu'au bailli de l'archevêque. Un appel au concile de Brême était exclu, car seul l'archevêque pouvait accorder les droits de ses sujets. Gérard exerçait un contrôle strict sur la cité provoquant ainsi l'animosité des citoyens.
Une église romane en pierre, l'Église de Stellau (de), construite par les Krummendieks près du champ de bataille de Stellau (de), a été consacrée en 1230 par Gérard II.
En 1232, il fonda l'abbaye de Lilienthal (de) près de Brême.
Gérard II a contribué de manière significative à la montée de l'archevêché au rang des plus grandes puissances du nord-ouest de l'Allemagne. Cependant, à la fin de sa vie, le poids des ans aidant, il est tombé sous l'influence de son neveu Simon Ier de Paderborn. Son successeur fut Hildebold de Wunstorf (de) en 1258.

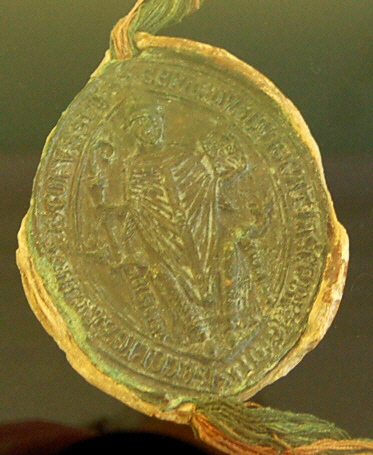
Le sceau de Gérard II daté de 1240